# Alto Hospicio
Alto Hospicio är en kommun i Chile.   Den ligger i provinsen Provincia de Iquique och regionen Región de Tarapacá, i den norra delen av landet, 1 500 km norr om huvudstaden Santiago de Chile.
Trakten runt Alto Hospicio är ofruktbar med lite eller ingen växtlighet. Runt Alto Hospicio är det ganska tätbefolkat, med 65 invånare per kvadratkilometer.